# Given Up
Given Up är den fjärde singeln som gjordes för Linkin Parks tredje album Minutes to Midnight. Låten släpptes den 17 februari 2008 i Storbritannien som en digital nerladdning. Där fick låten den sämsta listposition som bandet har haft, den kom inte ens med på "top 200", mycket på grund av brist av reklamkampanjer och radiosändningar. Låten var tillgänglig som en CD-singel den 3 mars, 2008.

## Bakgrund
"Given Up", tillsammans med hitsinglarna "What I've Done" och "Bleed It Out", gjorde deras live debut den 28 april, 2007, i Berlin, Tyskland. Livespelningen finns tillgänglig på "Bleed It Out" CD singeln.
"Given Up" är en av de hårdare låtarna på albumet. Den har ett sjutton sekunder långt skrik från Chester Bennington efter den andra versen, såväl som ett stadigt gitarriff för refrängerna till låten. Oftast är skriket delat i två 8 sekunders långa skrik när den spelas live, vilket tillåter Chester att hämta andan. Han har dock fullbordat skriket på vissa spelningar.